# Mike Oldfield's Single
«Mike Oldfield's Single» es una canción de Mike Oldfield publicada por Virgin Records como su primer sencillo el 28 de junio de 1974 con el título "Mike Oldfield's Single (Theme from Tubular Bells)".
El lado A es una variación de uno de los temas del álbum debut de Oldfield de 1973, Tubular Bells, y se hizo en respuesta a un sencillo estadounidense que contenía un extracto de Tubular Bells que Oldfield no autorizó.

## Historia
Luego de la edición del sencillo "Mike Oldfield's Theme to The Exorcist", incluido en el film "El Exorcista", publicado en los Estados Unidos el 23 de febrero de 1974, Richard Branson le comentó a Oldfield que había dialogado con el productor George Martin, quien había sugerido la publicación de un sencillo para promocionar el álbum Tubular Bells. En una conversación telefónica, George Martin le sugirió a Oldfield que empleara la sección de timbales celtas de la segunda parte del álbum, además de guitarras acústicas y un oboe. De hecho, Oldfield regrabó la sección de mandolinas de "Tubular Bells, Part Two", mientras que Lindsay Cooper interpretó el oboe. Dicho sencillo fue publicado el 28 de julio de 1974.
En 2009, una versión más corta de "Mike Oldfield's Single" fue incluido como bonus track en la reedición remasterizada de Tubular Bells por Mercury Records y Universal. En 2013 fue reeditado por Virgin EMI para el Record Store Day de ese año. 

## Posicionamiento en lista
| Lista (1974)                       | Máxima posición |
| ---------------------------------- | --------------- |
| Australia (Kent Music Report)      | 12              |
| Canadá (RPM Top Singles)           | 3               |
| Estados Unidos (Billboard Hot 100) | 7               |
| Nueva Zelanda (RIANZ charts)       | 4               |
| Reino Unido (UK Singles Chart)     | 31              |

## Personal
- Mike Oldfield - guitarra acústica, bajo y mandolina.
- Lindsay Cooper - oboe
- Lol Coxhill - saxofón soprano